# Doris Lewalter
Doris Lewalter (auch Lewalter-Manhart; * 10. Mai 1965 in München) ist eine deutsche Erziehungswissenschaftlerin und Hochschullehrerin an der TU München.

## Leben
Lewalter studierte Pädagogik mit den Nebenfächern Psychologie und Kunstgeschichte. Sie promovierte 1996 an der TU München in Erziehungswissenschaften zur Pädagogischen Psychologie. In einem Lehr-Lernexperiment mit insgesamt 60 Erwachsenen hat sie den Effekt von Animationen und Bildern in einem Lehrtext zu einem astrophysikalischen Sachverhalt untersucht, neben dem Einfluss von Testkriterien (u. a. Zeichen- und verbale Aufgaben) und Personenvariablen (kognitive und motivationale Merkmale der Lernenden) den Einsatz von Lernstrategien bei der kognitiven Verarbeitung der Illustrationen. 2003 habilitierte sie sich an der Hochschule der Bundeswehr München.
Seit 2004 war sie Professorin für Erziehungswissenschaft mit dem Schwerpunkt Schulpädagogik an der RWTH Aachen, dabei leitete sie ab 2005 das Lehrerbildungszentrum und war Rektoratsbeauftragte für die Lehramtsausbildung. Ab 2006 war sie Professorin für Gymnasialpädagogik an der Technischen Universität München. Dort wurde sie 2019 Professorin für Formelles und Informelles Lernen. Von 2021 bis September 2024 war sie in der Nachfolge von Kristina Reiss Vorstandsvorsitzende im Zentrum für internationale Bildungsvergleichsstudien (ZIB) und im Auftrag der Kultusministerkonferenz der Länder in der Bundesrepublik für Deutschland Nationale Projektleiterin für die PISA-Studien. Von 2020 bis 2024 war sie Mitglied der Ständigen Wissenschaftlichen Kommission der Kultusministerkonferenz. Ihr Nachfolger ist Samuel Greiff.
Sie gibt die Zeitschrift Psychologie in Erziehung und Unterricht (Ernst Reinhardt Verlag) mit heraus.
Sie ist gewähltes Mitglied im Wissenschaftlichen Beirat für das Institut für Museumsforschung (seit 2015).
Aktuelle Projekte sind:
- „Toolbox Lehrerbildung – Lehrern und Lernen im digitalen Zeitalter“. Federführende Leitung des Teilprojekts von Teach@TUM im Rahmen der Qualitätsoffensive Lehrerbildung, seit 2015
- „Vermittlung konflikthafter naturwissenschaftlicher Themen in Ausstellungen: Entwicklung und Optimierung eines Ausstellungsprototyps sowie eines museumsbezogenen Wikis“. DFG-Erkenntnistransferprojekt, 2017–2021.
- „Unterstützung des selbstgesteuerten Lernens von Schüler*innen im Museum durch motivationale und metakognitive Prompts“. DFG-Projekt, 2021–2024.

## Schriften
- Lernen mit Bildern und Animationen. Studie zum Einfluss von Lernermerkmalen auf die Effektivität von Illustrationen (Pädagogische Psychologie und Entwicklungspsychologie), Waxmann 1997, ISBN 978-3-89325-451-4.
- Cognitive strategies for learning from static and dynamic visuals, Learning and Instruction 2003; 13, S. 177–189.
- mit Titze, S., Bannert, M. & Jürgen Richter-Gebert (2020): Lehrer*innenbildung digital und disziplinverbindend. Die Toolbox Lehrerbildung. Journal für LehrerInnenbildung, 20 (2), S. 76–85.
- mit Andreas Gegenfurtner, Erno Lehtinen, Maria Schmidt & Hans Gruber (2020). Teacher expertise and professional vision: Examining knowledge-based reasoning of pre-service teachers, in-service teachers, and school principals. Frontiers in Education, 5, 59.[2]